# David Lodge (doppiatore)
David Lodge (Stati Uniti d'America, 10 ottobre 1957) è un doppiatore statunitense.
È molto attivo nel doppiaggio di anime e videogiochi, ma è molto conosciuto anche per i suoi doppiaggi nelle varie serie dei Power Rangers: ha dato infatti la voce a Villamax in Power Rangers Lost Galaxy ed a Loki in Power Rangers Lightspeed Rescue.
Attualmente, è il doppiatore di Kenpachi Zaraki (Bleach) e di Jiraiya (Naruto).